# James Nasmyth

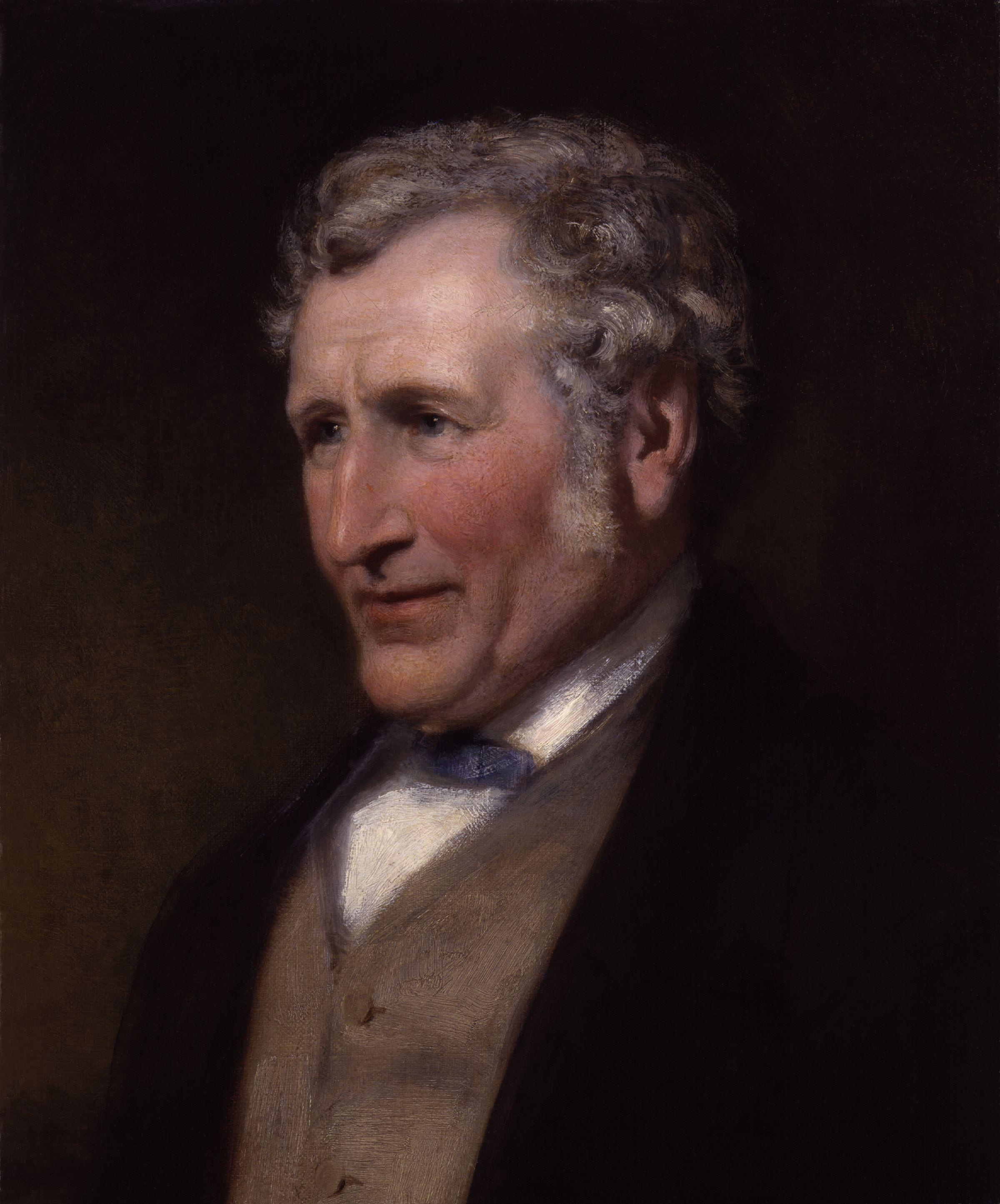
James Nasmyth

James Nasmyth (ur. 19 sierpnia 1808 w Edynburgu, zm. 7 maja 1890 w Londynie) – szkocki inżynier i astronom.

## Życiorys
Wynalazł młot parowo-powietrzny (1839).
Po przejściu na emeryturę zajął się swoim hobby, astronomią. Był autorem dzieła o obserwacji Księżyca pt. The Moon Considered as a Planet, a World, and a Satellite (1874).